# San Millán (Cualedro)
San Millán (llamada oficialmente Santa María de San Millao) es una parroquia y un lugar del municipio español de Cualedro, en la provincia de Orense, Galicia.

## Toponimia
La parroquia también es conocida por el nombre de Santa María de San Millán.

## Organización territorial
La parroquia está formada por una entidad de población:
- San Millao

## Demografía
Gráfica demográfica del lugar y parroquia de San Millán según el INE español:
| Gráfica de evolución demográfica de San Millán entre 2000 y 2022 |
|                                                                  |
| Datos según el nomenclátor publicado por el INE.                 |